# Arvo Pärt
Arvo Pärt (Paide, 11 september 1935) is een Estse componist. Hij geldt als een van de belangrijkste hedendaagse componisten van gewijde muziek.

## Biografie
Toen Arvo drie jaar was gingen zijn ouders uit elkaar. Zijn moeder en hij verhuisden naar Rakvere.

### Opleiding
Arvo Pärt kreeg zijn eerste muzieklessen toen hij zeven jaar oud was. Toen hij tien jaar was ging hij naar de muziekschool van Rakvere, daar leerde hij piano spelen van Jaan Pakk, die tevens directeur van de muziekschool was. Vervolgens ging hij in 1954 naar de middelbare muziekschool in Tallinn. Tijdens zijn militaire dienst speelde hij twee jaar in een militair orkest. Hij volgde vanaf 1957 tot 1963 een opleiding aan het conservatorium van Tallinn, waar hij compositieles kreeg van Heino Eller. Zijn eerste composities, waarin invloeden te horen zijn van Béla Bartók, Sergej Prokofjev en Dmitri Sjostakovitsj, dateren uit zijn studietijd. Voor zijn eerste orkestwerk, genaamd Necrolog, gebruikte hij de twaalftoonstechniek van Arnold Schönberg, maar dit bezorgde hem veel kritiek van het Sovjetregime.

### Professionele carrière
Vanaf 1962, het laatste jaar van zijn studie, tot 1974 componeerde hij de muziek voor 19 Stopmotion-animaties van Tallinnfilm, na het uiteenvallen van de Sovjet-Unie bekend als de Nukufilm-studio, meestal voor de regisseurs Elbert Tuganov en Heino Pars.
Na zijn studie kreeg hij een baan als klankregisseur bij de radio van Estland. Daarnaast ging hij door met componeren.
Pärt experimenteerde na zijn studie met diverse compositietechnieken en schreef aanvankelijk vooral seriële muziek.
Volgens zijn biograaf Paul Hillier raakte hij hierna in een spirituele en professionele crisis. Hij ging op zoek naar andere muziek en bestudeerde gregoriaanse muziek, de opkomst van de polyfonie in de renaissance. In die tijd trad hij toe tot de Russisch-Orthodoxe Kerk.

### Conflict met Sovjetregime
In 1968 componeerde hij het werk Credo voor piano, koor en orkest. Het bracht hem in conflict met het anti-religieuze regime van de Sovjet-Unie (Estland was immers vanaf 1944 tot en met 1991 deel van de Sovjet-Unie). Daarna trok hij zich een tijd terug en bestudeerde hij middeleeuwse muziek waaronder die van Franse en Vlaamse componisten als Josquin des Prez, Guillaume de Machault, Jacob Obrecht en Johannes Ockeghem.
In 1971 maakte hij zijn rentree met Symfonie nr. 3, waarvan de polyfone structuur kan worden herleid tot de Nederlandse componisten en die elementen van zowel middeleeuwse als van barokmuziek in zich draagt.

### Tintinnabuli
Na deze periode sloeg Pärt een andere weg in. Hij begon muziek te maken die hij zelf betitelde als tintinnabuli-stijl (het Latijnse tintinnabulum, meervoud tintinnabuli, betekent klokje of belletje), muziek die klinkt als het geluid van bellen of klokken. Deze muziek wordt gekenmerkt door simpele harmonieën, vaak ook door enkele noten of drieklanken die volgens de componist als bellen klinken. Het eerste stuk waarin hij van deze techniek gebruikmaakt is Für Alina, een pianowerk uit 1976. Daarna volgden drie werken die tot op heden tot zijn bekendste worden gerekend: Fratres, Cantus In Memory Of Benjamin Britten en Tabula Rasa.

### Emigratie naar het Westen
In 1980 verliet Pärt Estland en emigreerde hij naar Wenen. Een jaar later verruilde hij de Oostenrijkse hoofdstad voor West-Berlijn, in eerste instantie voor een jaar als deelnemer aan het Berliner Künstlerprogramma. Vervolgens bleef hij in Berlijn wonen.
Werk van Pärt is uitgevoerd door onder meer het Hilliard Ensemble en Gidon Kremer. Sinds zijn vertrek uit de Sovjet-Unie schrijft Pärt veel religieuze werken, vaak in opdracht van koren en kathedralen. Arvo Pärt wordt weleens schertsend een van de leden van "The God Squad" genoemd. Op 10 december 2011 werd hij door paus Benedictus XVI voor een hernieuwbare periode van vijf jaar benoemd tot lid van de Pauselijke Raad voor de Cultuur.

## Prijzen; eerbewijzen
In 2003 ontving hij de Contemporary Music Award. In 2008 ontving hij de Deense Léonie Sonning-prijs.

### Klara Top 100 en NPO Klassieke Top 400
In 2020, 2021 en 2022 stond Arvo Pärt met Spiegel im Spiegel op de eerste plaats in de Klara Top 100 van de klassieke VRT-zender Klara. In 2023 stond het nummer op de tweede plaats. In de Klassieke Top 400 van NPO Klassiek (tot 2023: NPO Radio 4) eindigde dezelfde compositie in 2012 op de tweede plaats. In de jaren daarna stond het nummer telkens op de derde of vierde plaats, met uitzondering van 2022, toen het 'slechts' op de zevende plaats eindigde. In 2024 daalde het stuk van de vierde plek (2023) naar de vijfde plek. In 2023 stonden veertien werken van Pärt in de Top 400.

## Werken (selectie)
- Eerste Symfonie (1963)

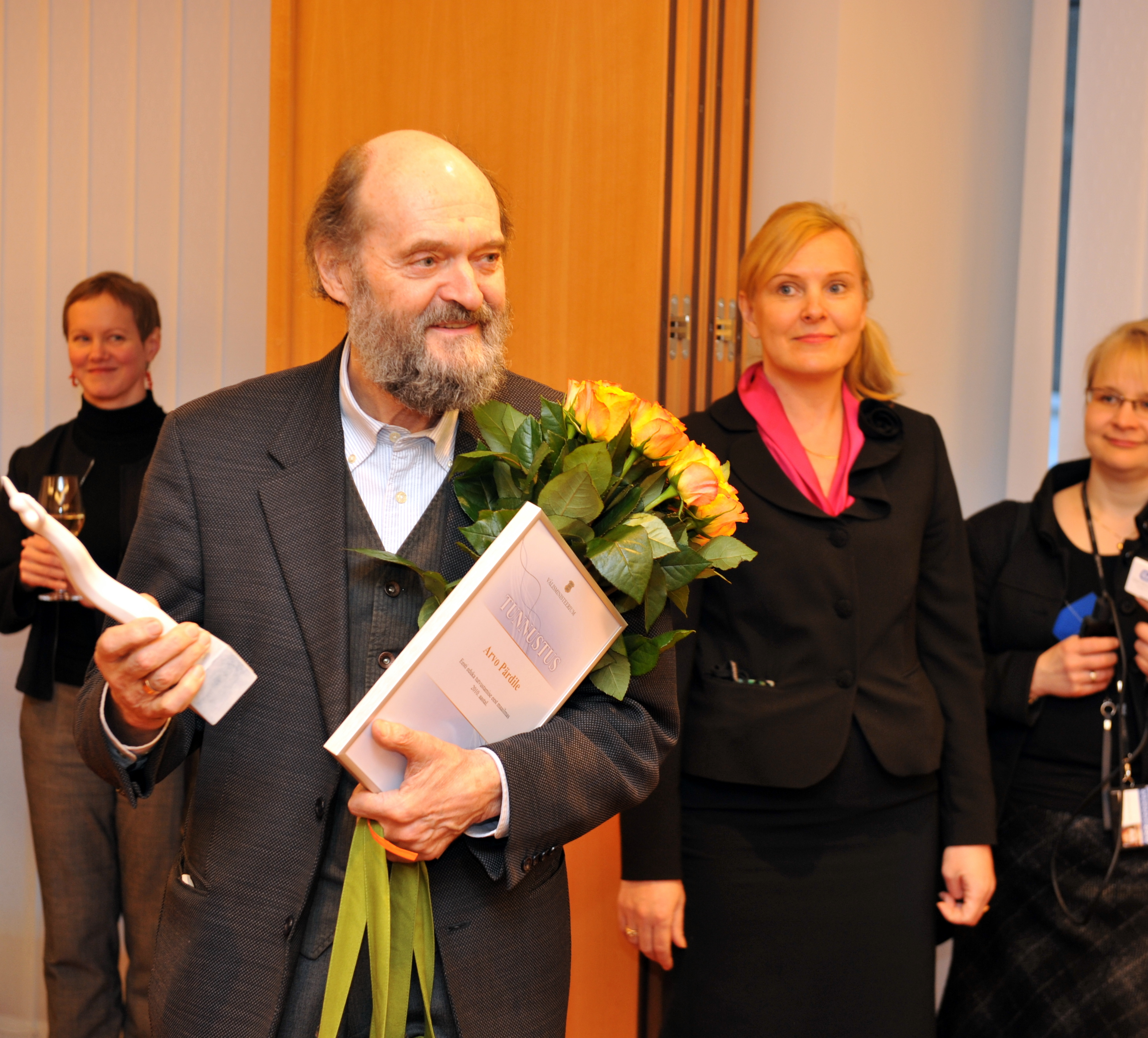
Arvo Pärt (2011)

- Concerto piccolo über B-A-C-H (1964/1994)
- Tweede Symfonie (1966)
- Pro et contra (1966) (cello en orkest)
- Derde Symfonie (1971)
- Für Alina (1976) (piano)
- Fratres (1977) - nadien voor verschillende bezettingen gearrangeerd
- Sarah was ninety years old (1976; herzien 1990)
- Arbos (1977)
- Tabula Rasa (1977)
- Cantus in memory of Benjamin Britten (1977)
- Missa sillabica (1977; herzien 1996) (vocaal)
- Variationen zur Gesundung von Arinuschka (1977)
- Spiegel im Spiegel (1978)
- Summa (1980)
- De profundis (1980) (vocaal)
- Passio Domini nostri Jesu Christi secundum Johannem (1982)
- Te Deum (1984-1986)
- Stabat mater (1985) (vocaal)
- Zeven Magnificat-antifonen (1988)
- Festina lente (1988-1990) (instrumentaal)
- Miserere (1989) (vocaal)
- Magnificat (1989)
- Mein Weg (1989/1999)
- Beatus Petronius (1990/2011)
- Statuit ei Dominus (1990/2011)
- The Beatitudes (1990-1991) (koor en orgel)
- Silouans Song (1991) (instrumentaal)
- Berliner Messe (1990-1992)
- Which was the Son of.... (2000) (vocaal)
- Salve Regina (2001/2011)
- Lamentate (2002) (piano en orkest)
- Eesti hällilaul (2002/2006/2009)
- Rozjdestvenskaja kolybelnaja (2002/2006/2009)
- Passacaglia (2003) (instrumentaal)
- In principio (2003)
- Da pacem Domine (2004)
- L'Abbé Agathon (2004/2008)
- Für Lennart in memoriam (2006)
- Vierde symfonie "Los Angeles" (2008)
- The deer's cry (2008)
- Alleluia-Tropus (2008/2010)
- Missa brevis (2009) (voor 12 cello's)
- Adam's lament (2009)
- Silhouet (2010)
- In spe (2010) (blazers en strijkers)
- Ukuaru valss (2010) (voor piano)
- Habitare fratres in unum (2012)
- Virgencita (2012)
- Swansong (2013)
- Drei Hirtenkinder aus Fátima (2014)
- Sequentia (2014) (strijkers en percussie; onderdeel van Adam's Passion)
- Swansong (2014) (orkestwerk)
- Kleine Litanei (2015)
- The Deer’s Cry (2016) (koor, strijkers en blazers)
- Prayer (2018)
- Richter/Pärt (2018)

## Adaptaties

### Dans
De Israëlische choreograaf Ohad Naharin was in 1986 waarschijnlijk de eerste die een dansstuk maakte op muziek van Pärt. Tabula Rasa was oorspronkelijk geschreven voor het Pittsburgh Ballet Theater en de Batsheva Dance Company. In 1988 ging het stuk in première bij het Nederlands Dans Theater (NDT). In 1989 en 1996 choreografeerde Naharin nog twee dansstukken op muziek van Pärt: Queens of Golub / King of Wara en Arbos, die eveneens door het NDT werden uitgevoerd. Het Scapino Ballet danste in 2020 het stuk Cathedral van Marcos Morau, gebaseerd op muziek van Arvo Pärt, uitgevoerd door Sinfonia Rotterdam. De Amerikaanse regisseur Robert Wilson maakte in 2015 op muziek van Pärt een theatrale adaptatie die het midden houdt tussen bewegingstheater en dans: Adam's Passion.

### Film
Tientallen films en documentaires maken gebruik van werk van Pärt.